# Medophron fuscipilis
Medophron fuscipilis là một loài tò vò trong họ Ichneumonidae.